# Bahnhof Grünberg (Oberhess)
Der Bahnhof Grünberg (Oberhess) ist neben den Haltepunkten Lehnheim und Göbelnrod eine von drei in Betrieb befindlichen Bahnstationen in der mittelhessischen Stadt Grünberg. Er befindet sich an Streckenkilometer 23,2 der von Gießen nach Fulda führenden Vogelsbergbahn. Früher zweigte hier die über Londorf nach Lollar führende Lumdatalbahn von der Hauptstrecke ab. Die über Lich und Münzenberg nach Butzbach führende Wettertalbahn hatte einen eigenen Bahnhof neben der Hauptbahn und wies zu dieser eine Gleisverbindung auf.

## Geschichte
Der Grünberger Bahnhof wurde mit dem ersten Teilabschnitt der Vogelsbergbahn von Gießen nach Grünberg am 29. Dezember 1869 eröffnet. Ein halbes Jahr später erfolgte der Weiterbau der Vogelsbergbahn nach Alsfeld.
1896 wurde die Lumdatalbahn über Londorf nach Lollar eröffnet. Damit wurde Grünberg zu einem regionalen Eisenbahnknotenpunkt mit regem Verkehr. Die Lumdatalstrecke diente ausschließlich dem Regional- und Güterverkehr. Von Betriebsbeginn an wurden die meisten Züge über Lollar hinaus bis nach Gießen durchgebunden. Am 26. Mai 1963 wurde der Abschnitt Londorf–Grünberg stillgelegt und schon 1965 zurückgebaut. Seit 2010 ist dieser Abschnitt als Erweiterung des Radwanderweg Lumda-Wieseck nutzbar.
Am 1. August 1909 wurde die Butzbach-Licher Eisenbahn (BLE, Wettertalbahn) mit der Verlängerung von Lich nach Grünberg fertiggestellt. Diese besaß einen eigenen Bahnhof, den Bahnhof Grünberg Süd, in der Nähe des Grünberger Bahnhofs. Am 4. Oktober 1953 wurde die Strecke Lich–Grünberg wieder stillgelegt und 1955 abgebaut.

## Bahnanlagen

### Empfangsgebäude
Das Empfangsgebäude des Grünberger Bahnhofs ist ein zweigeschossiger Bau. Es beherbergt heute noch eine Reiseagentur der DB Vertrieb GmbH. Agenturnehmer ist Rosenthal Tickets & More. Das Gebäude wurde mit der ehemaligen Güterabfertigung zum 1. Januar 2017 an privat verkauft.

### Gleise und Bahnsteige
In seiner größten Ausbauphase verfügte der Bahnhof Grünberg im Bereich des DB-Bahnhofs über sieben parallel liegende Gleise zwischen dem Güterschuppen und der nördlichen Bahnhofsgrenze sowie über vier parallele Gleise im Bereich des versetzt gelegenen BLE-Bahnhofs Grünberg Süd. Zwischen den Anlagen der BLE und den DB-Anlagen gab es ein Verbindungsgleis auf Höhe des BLE-Bahnhofs.

#### DB-Bahnhof
Ein Hausbahnsteig mit einer Länge von 183 Metern an Gleis 1 und ein Inselbahnsteig mit einer Länge von 163 Metern für die Gleise 2 und 3 standen in diesem Teil des Bahnhofs für den Personenverkehr zur Verfügung. Dabei war hier erkennbar, dass die ursprünglichen Planungen der Vogelsbergstrecke eine zweigleisige Streckenführung vorsahen, denn das Gleis 1 wurde als Hauptgleis dieser Strecke so angelegt, dass es nur von Zügen aus Richtung Gießen nach Fulda befahren werden konnte, während Gleis 2 als Streckengleis der Gegenrichtung nur für Züge aus Richtung Fulda nach Gießen befahrbar war.
Die Gleise 3 und 4 konnten aus allen Richtungen befahren werden, wobei Gleis 3 am Bahnsteig auch den Personenzügen der Lumdatalbahn diente, während Gleis 4 von Güterzügen genutzt wurde. An Gleis 5 befand sich die Ladestraße, weshalb in diesem Gleis auch eine Gleiswaage mit einer Wiegelast von 40 Tonnen eingebaut war. Aus Fahrtrichtung Gießen ist das Bahnhofsareal seit jeher begrenzt durch den Bahnübergang über die Londorfer Straße, lediglich die erste Einfahrweiche lag bis in die 1980er Jahre vor diesem. Erst im Rahmen der zu dieser Zeit erfolgten Rückbauten wurde diese Weiche hinter den Bahnübergang verschoben. Spätestens mit der Errichtung der Lumdatalbahn wurde in der Verlängerung des Bahnsteiggleises 3 zu diesem Bahnübergang hin direkt gegenüber dem damals als Stellwerk I bezeichneten späteren Stellwerk Gf ein einständiger Lokschuppen errichtet. Dieser wurde bereits vor 1959 entfernt, denn in den überlieferten Plänen aus diesem Jahr ist er nicht mehr eingezeichnet. An Stelle dieses Schuppens sollten auf der östlichen Bahnhofsseite im Winkel der sich verzweigenden Strecken nach Fulda und Londorf neue Lokbehandlungsanlagen angelegt werden, von denen allerdings nur eine Drehscheibe mit einem Durchmesser von 16,2 Metern und ein davor angeordneter Kohlebansen gebaut wurden, ein hier geplanter vierständiger Ringschuppen wurde nicht erstellt. Diese Drehscheibe wurde nach der Einstellung des Betriebs auf der Lumdatalbahn ebenso abgebaut, wie das aus Richtung Fulda an den Inselbahnsteig heranführende Abstellgleis. Das ehemalige Güterzuggleis 4 verlor in diesem Zusammenhang seine Signale und wurde fortan als Aufstellgleis genutzt, bevor es vor 1986 ganz entfernt wurde. Auch die östliche Anbindung des Ladegleises 5 an die Streckengleise entfiel zu dieser Zeit.
Zwischen 1909 und 1910 wurden auch die bislang vorhandenen Zwischenbahnsteige für die Gleise 2 und 3 durch den breiten Mittelbahnsteig ersetzt und der Personentunnel für die Fahrgäste angelegt. An den Kopfenden dieses Inselbahnsteigs endete je ein aus Richtung Gießen und aus Richtung Fulda befahrbares Stumpfgleis, das zum Abstellen von Wagen benutzt werden konnte. Im Rahmen dieses Umbaus wurde auch der gesamte Bahnhof in östliche Richtung verlängert.
Der Güterschuppen liegt auf der Seite des Empfangsgebäudes als eigenständiges Bauwerk zwischen diesem und dem Stellwerk Gf an der Bahnhofstraße. Für ihn wurde das Gleis 7/7a angelegt, welches an das Gleis 1 kurz vor Beginn des Hausbahnsteigs durch eine einfache Weichenverbindung angeschlossen war. Am östlichen Ende dieses Gleises befand sich eine große kombinierte Kopf- und Seitenrampe, deren Zufahrt von der Londorfer Straße vor dem Bahnübergang abzweigte. Eine zweite Große Seitenrampe befand sich auf der gegenüberliegenden Seite an der östlichen Verlängerung des Gleises 5. Auf der Ladestraße an Gleis 5 befand sich im westlichen Bereich ein Lagerplatz der in Grünberg bis 1967 angesiedelten Bahnmeisterei, an der westlichen Verlängerung dieses Gleises (als 5a bezeichnet) noch ein Lagerschuppen, in den das Gleisende hineinragte.
Eine besonders kurze Lebensdauer war zwei weiteren Aufstellgleisen beschieden: Sie wurden zwischen 1914 und 1915 angelegt, zweigten am Ende des Hausbahnsteigs in Richtung Fulda aus Gleis 1 zur rechten Seite ab, führten um das dort stehende Stellwerk herum und wurden schließlich vor dem Einfahrsignal wieder in das Streckengleis eingeführt. Diese östliche Anbindung wurde bereits 1921 wieder aufgegeben, die Gleise wurden zu Stumpfgleisen. Wann diese ausgebaut wurden, ist nicht überliefert, jedoch sind sie bereits in den Plänen aus den 1960er Jahren nicht mehr dargestellt. Auf dem Gelände dieser Gleise befinden sich heute Tennisplätze.
Heute verfügt der Grünberger Bahnhof noch über zwei Bahnsteiggleise an einem Haus- und einem Mittelbahnsteig. Am Hausbahnsteig (Gleis 1) halten Züge mit Fahrtziel Mücke/Alsfeld/Fulda. An Gleis 2 halten die Züge in Richtung Reiskirchen/Großen-Buseck/Gießen. Die Weichen zu dem ehemaligen Gleis 3 wurden demontiert, außerdem ist das Gleis nach Modernisierungsarbeiten seit 2019 von einem Bahnsteigzugang unterbrochen und unbenutzbar.

#### BLE-Bahnhof
Südwestlich vom Empfangsgebäude etwa gegenüber dem DB-Güterschuppen lag an der heutigen Bahnhofstraße ein Gleis mit Bahnsteig für die Personenzüge der Butzbach-Licher Eisenbahn. Der eigentliche, viergleisige Bahnhof Grünberg Süd lag westlich des Bahnübergangs der Londorfer Straße. In Fahrtrichtung Lich lag hier links neben dem Streckengleis ein Ladegleis an einem kleinen Güterschuppen, rechts neben dem Streckengleis befand sich das beidseitig angebundene Umsetzgleis und weiter daneben das Anschlussgleis für eine landwirtschaftliche Genossenschaft. Ebenfalls von rechts lief auf dieses vierte Gleis die Verbindung vom Streckengleis der daneben verlaufenden Vogelsbergbahn ein, die als einfach Weichenverbindung ausgeführt war. In der Verlängerung dieses Anschlussgleises in Richtung Osten befand sich auch ein kleiner Lokschuppen und rechts neben diesem noch ein weiteres kurzes Stumpfgleis. Das Gelände ist heute überbaut, u. a. durch das Feuerwehrhaus.

#### Stellwerke
Bereits in einem Plan von 1905 sind zwei Stellwerke am östlichen und westlichen Bahnhofsende mit den Bezeichnungen Stellwerk I und Stellwerk II eingezeichnet. Mit der Erweiterung des Bahnhofs in östliche Richtung wurde das in Richtung Fulda bestehende Stellwerk II durch ein auf Höhe der Einfahrweiche liegendes neues Stellwerk Go ersetzt, das westliche Stellwerk am Bahnübergang erhielt damit die Bezeichnung Gf. Das Stellwerk Go wurde mit der Vereinfachung der Anlagen im Zusammenhang mit der Betriebseinstellung auf der Lumdatalbahn in den 1960er Jahren entbehrlich, die Stelleinrichtungen wurden auf dem Stellwerk Gf zusammengeführt.

## Verkehr
Grünberg liegt im Tarifgebiet des Rhein-Main-Verkehrsverbundes (RMV).
Der Grünberger Bahnhof wird täglich von stündlich verkehrenden Regionalbahnen der Relation Limburg (Lahn)–Weilburg–Wetzlar–Gießen–Alsfeld (Oberhess)–Fulda bedient. In der werktäglichen Hauptverkehrszeit kommen zusätzliche Regionalbahnen der Relation Gießen–Grünberg–Mücke hinzu, wovon zwei Fahrten (Abfahrt 8:20 und 12:20 Uhr in Gießen, Ankunft in Grünberg 8:57 und 12:47 Uhr) in Grünberg enden.
Seit dem Fahrplanwechsel 2016/2017 am 11. Dezember 2016 verkehren die Züge der Vogelsbergbahn und der anschließenden Lahntalbahn statt wie bisher als RB 25 (Lahntalbahn) bzw. RB 35 (Vogelsbergbahn) durchgehend als RB 45.
| Linie | Verlauf | Takt                                                        | Betreiber      |
| ----- | --- | ----------------------------------------------------------- | -------------- |
| RB 45 | Lahntalbahn/Vogelsbergbahn: Limburg (Lahn) – Eschhofen – Kerkerbach – Runkel – Villmar – Arfurt (Lahn) – Aumenau – Fürfurt – Gräveneck – Weilburg – Löhnberg – Stockhausen (Lahn) – Leun/Braunfels – Solms – Albshausen – Wetzlar – Dutenhofen (Kr Wetzlar) – Gießen – Gießen Licher Straße – Großen Buseck – Reiskirchen (Kr Gießen) – (Saasen – Göbelnrod –) (zweistdl) Grünberg – (Lehnheim –) (zweistdl) Mücke (Hess) – (Nieder-Ohmen –) (zweistdl) Burg- und Nieder-Gemünden – Ehringshausen (Oberhess) – Zell-Romrod – Alsfeld (Oberhess) – Lauterbach (Hess) Nord – Angersbach – Bad Salzschlirf – Großenlüder – Oberbimbach – Fulda Stand: Fahrplanwechsel Dezember 2021 | 60 min 20/60 min (Gießen–Mücke u. Alsfeld–Fulda wochentags) | HLB Hessenbahn |

Am Grünberger Bahnhof halten mehrere Buslinien, die sowohl die Stadt als auch das Umland erschließen. Zusätzlich verkehrt ab der Bushaltestelle Grünberg, Schloß (etwa 10 min Fußweg) vom 1. Mai bis Ende Oktober jeden Jahres der Vogelsberger Vulkan-Express.